# Nematobrycon lacortei
Nematobrycon lacortei és una espècie de peix de la família dels caràcids i de l'ordre dels caraciformes.
Pot atènyer fins a 3,6 cm de llargària total. Viu en zones de clima tropical entre 23 °C - 27 °C de temperatura a la conca del riu San Juan a Sud-amèrica.